# L'urlo dell'odio
L'urlo dell'odio (The Edge) è un film del 1997 diretto da Lee Tamahori.

## Trama
Charles Morse è un miliardario in mezza età giunto con un idrovolante in Alaska insieme alla sua bella e giovane moglie, di professione modella, a Mickey, il fotografo Robert (Bob) Green, l'assistente Stephen e l'intera troupe per un servizio fotografico e festeggiare il compleanno di Charles. Il giorno del compleanno, la moglie e Bob il fotografo, regalano a Charles, lei un orologio da tasca con dedica nell'interno e lui un coltello con le iniziali incise
Qui Robert vede una vecchia fotografia di un capo indiano locale, amico di Styles, il proprietario della baita dove alloggiano, e decide di cercarlo per fotografarlo. Appreso dall'amico il luogo ove vive l'indiano, Robert decide di andarlo a cercare e propone a Charles, che accetta, di andare con lui e Stephen. Così Robert s'imbarca con l'idrovolante insieme a Charles, Stephen e il pilota. Durante il viaggio, però, l'aeroplano incappa in uno stormo di uccelli che ne danneggiano l'elica, facendolo precipitare in un lago. Il pilota muore annegato, mentre i tre passeggeri si salvano, ma si trovano sperduti tra le montagne.
Le cognizioni teoriche di sopravvivenza di Charles e, soprattutto, il suo spirito riflessivo, sono fondamentali per organizzare una strategia di salvezza. Infatti, le complicazioni non mancano; tra queste, la principale è rappresentata dall'imponente orso kodiak che bracca i tre. Dopo alcuni tentativi di fuga dall'animale, Stephen, che nel frattempo è semi immobilizzato, perché feritosi ad una gamba, ne viene ucciso e sbranato, cosicché Robert e Charles, disperati, decidono di affrontarlo in una vera e propria lotta per la vita, riuscendo dopo strenui tentativi a ucciderlo con delle rudimentali lance di legno.
Ormai liberi, Charles e Bob arrivano a una casetta abbandonata lungo un fiume, dove trovano un fucile, scorte mediche ed alcool. Bob imbraccia il fucile e comincia a bere, mentre Charles scopre - attraverso l'ordinativo lasciato incautamente dall'incisore nella scatola, dietro la garanzia del coltello - che la moglie lo tradisce col fotografo. Bob, intuito che il miliardario conosce ormai la verità, carica l'arma e obbliga l'altro a uscire all'aperto per ucciderlo, ma finisce in una trappola per orsi, impalandosi una gamba. Charles lo aiuta comunque, anche se le condizioni di Bob sono critiche. Su di una canoa, i due percorrono il fiume, ma le condizioni di Bob si aggravano sempre di più. Quando, infine, il fotografo si scusa sinceramente per quanto ha fatto, passa un elicottero, del quale Charles riesce ad attirare l'attenzione sventolando la giacca e mettendo sul fuoco il ramo di una pianta resinosa, che fa molto fumo. Poi si gira, raggiante, verso Bob, ma questi giace riverso, ormai privo vita.
Charles torna alla baita, trovandola piena di giornalisti. Consegna a sua moglie l'orologio di Bob, sulla piastra del quale c'è l'incisione che si riferisce alla loro relazione segreta e lei piange apprendendo che il marito sa del suo tradimento. Al miliardario viene chiesto da una giornalista come i due compagni di sventura sono morti, al che lui risponde "salvando la mia vita".

## Riferimenti in altri media
È tra i film citati in What Just Happened? Storie amare dal fronte di Hollywood, scritto dallo stesso produttore Art Linson, in cui vengono narrati alcuni retroscena della preproduzione.

### Edizione italiana
La direzione del doppiaggio italiano è a cura di Roberto Chevalier, su dialoghi di Enzo Ocone, per conto della SEFIT-CDC.